# Jeonpo-dong
Jeonpo-dong (koreanska: 전포동) är en stadsdel i staden Busan i den sydöstra delen av Sydkorea, 300 km sydost om huvudstaden Seoul. Den ligger i stadsdistriktet Busanjin-gu.

## Indelning
Administrativt är Jeonpo-dong indelat i:
| Namn    | Namn              | Yta i km² | Invånare 30 jun 2020 |
| ------- | ----------------- | --------- | -------------------- |
| 전포1동 | Jeonpo 1(il)-dong | 1,78      | 18 157               |
| 전포2동 | Jeonpo 2(i)-dong  | 1,14      | 21 483               |